# Oreochromis mossambicus
Oreochromis mossambicus es una especie de peces de la familia Cichlidae en el orden de los Perciformes. Está incluido en la lista 100 de las especies exóticas invasoras más dañinas del mundo de la Unión Internacional para la Conservación de la Naturaleza.

## Morfología
Los machos pueden llegar alcanzar los 39 cm de longitud total. Peces omnívoros, su dieta incluye tanto plancton como insectos.

## Distribución geográfica
Se encuentran en África: río Limpopo (Transvaal y Cabo Oriental) y río Zambeze. Está presente en el sur de Gran Canaria como especie invasora en distintas presas e incluso en Charca de Maspalomas. En Venezuela se introdujo como pez forrajero en 1959 e incluso se liberaron ejemplares en el Lago de Valencia (estados Carabobo y Aragua) y la laguna de Los Patos (estado Sucre). Además ha sido introducida en Colombia.